# Mahonia de Toluca
Hybride
Parent  A  de l'hybridation 
  Berberis aquifolium 
×

Parent B de l'hybridation 
  Berberis fortunei 
Classification phylogénétique
Le Mahonia de Toluca (Berberis × toluacensis) est une espèce de plantes à fleurs de la famille des Berberidaceae. C'est un arbuste hybride à feuillage persistant, originaire du centre du Mexique (Toluca).

## Synonymes
- Mahonia × heterophylla C.K.Schneid.
- Mahonia toluacensis (hort. ex Bean) Ahrendt